# Arthur Kane
Arthur Kane (Arthur Harold Kane Jr., Bronx, Nueva York, 3 de febrero de 1949 - 13 de julio de 2004) fue el bajista fundador de la banda de rock New York Dolls.
El apodo de Kane, Arthur "Killer" Kane, se inspiró en el primer artículo escrito sobre los Dolls en el que el periodista describió el "juego de bajo asesino (killer bass playing)" de Kane. 
A temprana edad pierde a su madre Erna, y su mala relación con su padre Harold, le llevan a independizarse e involucrarse de pleno en la escena rock de principios de los años 1970 en la gran manzana. Funda junto a Johnny Thunders y Billy Murcia, The Actress, el embrión de lo que más tarde sería una de las bandas de proto-punk más influyentes, The New York Dolls. Su carrera musical fue breve pero intensa, publicando dos discos de poco éxito en el momento, pero con el tiempo serían piezas fundamentales de la historía del rock.
Arthur Kane falleció el 13 de julio de 2004, 22 días después de haberse reunido con The New York Dolls.

## Primeros años
Kane nació en Bronx, Nueva York, es el único hijo de Erna y Harold Kane. Arthur estaba cerca de su madre y su tía Millie con la cual solían escuchar los discos de Elvis. La primera palabra que aprendió cuando era un niño fue "record". 
A la edad de diecisiete años, su madre murió de cáncer (leucemia). Su padre era un alcohólico abusivo que rápidamente se volvió a casar, provocando que Arthur se fuera de casa. Se graduó de la Escuela Secundaria Martin Van Buren en Queens. Primero tocó el bajo en la banda Actress junto con otros Dolls: Johnny Thunders, Rick Rivets y Billy Murcia. 
Asistió al Instituto Pratt en Brooklyn, Nueva York como estudiante de Ciencia y Administración de Alimentos. Durante sus primeros años allí,  socializó con estudiantes de arte como Eric Marshall en el dormitorio Pratt en Willoughby Avenue.  Kane siempre estuvo interesado en la música. En su tercer año en Pratt había dejado de asistir a clases, estaba compartiendo un apartamento con Dave Trott, y quería comenzar una banda. A los veintiún años heredó dinero, usándolo para ir a Ámsterdam con la esperanza de encontrar músicos afines. 

## The New York Dolls
Al volver a casa luego de pasar un año en Ámsterdam, Kane había estado notando una figura carismática alrededor de Nueva York con cabello y ropa estilo vanguardia que pronto tomaría el nombre de Johnny Thunders. Kane decidió acercarse a él un día delante de una pizzería de West Village (acompañada por Rick Rivets, que había oído decir que Johnny era un músico) para preguntarle si quería reunirse alguna vez para tocar. Poco después todos se reunieron en un estudio de ensayo, donde habían reservado algún tiempo, ubicado en The West Thirties área de Nueva York. 
(Johnny trajo a su amigo Billy Murcia para tocar la batería). Kane más tarde escribió en su autobiografía que cuando estaba a punto de entrar en el estudio escuchó el estilo original de Johnny al tocar la guitarra eléctrica: "Era desagradable, desagradable, áspero, crudo e indómito", agregando: "Su sonido era rico y gordo y hermoso, como una voz." Kane se había imaginado originalmente como el guitarrista de la banda, pero en ese momento se ofreció a recoger un bajo Fender para acompañar diciendo: "Sé exactamente que tocar con lo que estas tocando. Vamos a escuchar lo que suena." Añadiendo: "Y nos sonó muy bien, habíamos golpeado el clavo en la cabeza." 

Algún tiempo después de ese evento, Kane se acercó al futuro cantante de los Dolls David Johansen. Como lo explica él: 
"En algún momento del 71-72 hubo un golpe en la puerta de mi apartamento en East 6th Street. La abrí para encontrar a Arthur y Billy en plataformas con Arthur un pie y medio más alto (tuve que mirar arriba). Dijo: "Escuché que eres un cantante". El tono de su voz era algo etéreo para un muchacho con una presencia tan imponente, y tengo que decir que a mí me divertía e intrigaba tanto, así que fuimos al apartamento de Johnny Thunders en la calle 10 y empezamos a tocar música. Y así fue como me volví un New York Doll."
Kane era conocido por sus indignantes trajes como medias de cuerpo de una sola pieza, grandes corbatas y botas de plataforma de color neón. Kane creó muchas miradas originales e infames por las tiendas de Londres, "peinando a través del mercado de pulgas de Waterlooplein de Amsterdam durante todo 1970", y "varias tiendas de ahorro de Brooklyn. "Mezclando el arte pop con la música, los Dolls intentaron crear una persona como "los superhéroes del cómic del rock-and-roll más grandes que la vida", o como si fueran una banda del espacio exterior - conceptos que fueron ampliados de una forma u otra no mucho después por otras bandas como KISS.
Además del sonido de su bajo, Arthur ternía una manera única de realizar un show sobre el escenario. Como el fotógrafo de rock Bob Gruen explicó, mientras tocaba el bajo Kane "se movió un poco robóticamente, un poco como un Frankenstein gigante." Durante su permanencia con los Dolls Kane fechó una sucesión de mujeres atípicamente altas, incluyendo Stacia de Hawkwind.
The Dolls publicó dos álbumes de estudio, 1973's New York Dolls y 1974 Too Much Too Soon. Los Dolls influenciaron a varias bandas que vinieron pronto después con la escena emergente del punky tal como los Sex Pistols, The Clash, The Damned y Generation X; Y eran un precursor a las bandas del metal Glam de los años 80 tales como Mötley Crüe, Cinderella, and Poison.
Su baterista, Billy Murcia, murió de una sobredosis accidental mientras viajaban por Inglaterra en 1972. Preocupados por la mala gestión, el abuso de drogas y alcohol, la banda se separó en 1975.

## Post-Dolls
Después de que los Dolls se separaron, Kane colaboró con Blackie Lawless (quién más adelante formaría W.A.S.P.) en un proyecto llamado Killer Kane, que dio lugar al single "Mr. Cool". Lawless era un viejo amigo de la ciudad de Nueva York y había reemplazado a Johnny Thunders durante la desafortunada gira de Florida en 1975. 
También estuvo involucrado en varios proyectos incluyendo: tocar bajo en la banda formada por Sid Vicious (que tuvo una breve carrera en solitario en 1978 después de Sex Pistols) siendo miembro de The Idols (con Jerry Nolan) y The Corpse Grinders (con Rick Rivets); Y uniéndose a Johnny Thunders en unas pocas giras en los años 80. 
Uno por uno, estos proyectos no se convirtieron en conciertos a largo plazo, y Kane comenzó a sentir que ya no había ningún lugar en el negocio de la música para él; Que el poco éxito material que había logrado con los Dolls debía ser la marca más alta de su carrera. Kane se vio viviendo en la pobreza y la oscuridad por el resto de su vida. A medida que esta amarga realización se apoderó de él, banda tras banda inspirada directamente por los Dolls se impulsaban al estrellato, y los otros miembros de los Dolls continuaron sus carreras. El cantante principal David Johansen el cual Kane siempre consideró un rival, encontró el éxito como Buster Poindexter. 
Como resultado, Kane creció frustrado con la música (aunque él continuó tocando y de hecho aprendió a tocar la armónica durante este período). Se mudó de Nueva York a Los Ángeles, pero no pudo evitar sus arrepentimientos. Su envidia y bloqueo creativo, junto con el alcoholismo y la ruptura de su matrimonio, condujeron a una depresión cada vez más profunda. Aunque el mito urbano enmarca a Kane como un adicto a las drogas, este no era el caso, su verdadera caída fue el alcohol. Después de ver a David Johansen como el Fantasma de Navidad Pasado en la comedia Scrooged, Arthur, en su depresión, se emborrachó y saltó de una ventana de segundo piso. Aunque una maceta interrumpió parcialmente su caída, el impacto causó daños neuronales leves y afectó su habla. 
En 1992 Kane estaba caminando a casa de una fiesta cuando alguien lo atacó y más tarde fue encontrado en una zanja cerca de su apartamento. Sus lesiones eran lo suficientemente graves como para estar en terapia para aprender a caminar y hablar de nuevo. Un rumor entonces circuló que él era una víctima de los disturbios de Rodney King, pero eso era otra leyenda urbana. Nadie sabe realmente qué pasó y él pudo haber sido asaltado simplemente por una "persona de la calle violenta". Durante varios años vivió en un pequeño estudio en West Hollywood, donde sólo estaba raspando financieramente. 
Arthur sorprendió a todos cuando en 1989 se unió a La Iglesia de Jesucristo de los Santos de los Últimos Días. En 1998 comenzó a trabajar como voluntario bibliotecario ayudando al público con la genealogía en el Centro de Historia Familiar en el Templo de Los Ángeles. (Fue mientras que hojeaba el Índice de defunción un día en la biblioteca de genealogía que descubrió que su padre con el cual había estado separado desde la muerte de su madre en 1966, había fallecido.)

## Reunión y documental
A principios de los años 2000, Kane conoció al cineasta Greg Whiteley a través de su trabajo con los Santos de los Últimos Días, y los dos se hicieron amigos. Whiteley comentó que todo lo que Kane deseaba era poder recuperar de alguna manera a los New York Dolls. Whiteley empezó a hacer compras alrededor de la idea de hacer un documental sobre la vida de Kane. Coincidentemente, en 2004 Morrissey -que durante décadas había sido un fanático de la banda- ofreció a Kane la oportunidad de realizar un show reuniendo a los Dolls sobrevivientes (David Johansen y Sylvain Sylvain) en el Royal Festival Hall de Londres como parte de Su Meltdown Festival (exmiembros de la banda Johnny Thunders murió en 1991 a la edad de 38 años, y Jerry Nolan en 1992 a la edad de 45 años). Cuando Kane llamó a Whiteley para pedir que lo acompañe a la tienda de empeño para recuperar su bajo, Whiteley le preguntó si podía llevar una cámara. De allí filmó las experiencias de Kane preparándose para la reunión, ensayando con los dolls en Nueva York y reconciliándose con Johansen, culminando en dos espectáculos agotados en Londres, que era todo para Kane, el cumplimiento de un sueño de casi treinta años. Las imágenes de Whiteley resultaron en el documental de Sundance 2005, New York Doll.

## Muerte y legado
El 13 de julio de 2004, a tan sólo 22 días después del concierto en el cual se reunieron los Dolls, Arthur pensó que había contraído gripe en Londres y se internó en una sala de emergencia de Los Ángeles, quejándose de fatiga. Le diagnosticaron leucemia rápidamente y murió en dos horas a la edad de 55 años. Johansen describió a Kane como "no juicioso, descarado y santo".
Los tributos anuales al recuerdo y la influencia duraderos de Kane se sostuvieron en el Continental en la ciudad de Nueva York hasta su cierre en 2006. El cantante-compositor Robyn Hitchcock escribió un tributo a Kane, "N.Y. Doll", para su álbum, Olé! Tarántula. En 2009 se publicó la autobiografía de Kane titulada "Doll: Life and Death with the New York Dolls", con la introducción y el epílogo escrito por Barbara Kane.
Kane conoció a Barbara cuando estaba con los Dolls, y se casaron en 1977. Aunque estuvieron separados por muchos años, su divorcio nunca llegó a ser finalizado. Fue entrevistada para el documental de los New York Dolls, cuyas partes están intercaladas dentro de la narrativa de la película. 
En 2005 el documental, New York Dolls: All Dolled Up, fue lanzado en DVD. Los directores, el fotógrafo de rock Bob Gruen, y su entonces esposa, Nadya Beck, poseían una cámara de vídeo temprana y filmaron muchas horas de imágenes de los Dolls a principios de los 70. Editado hasta 95 minutos, la película en blanco y negro muestra a la banda en diferentes lugares, como detrás del escenario o en un aeropuerto, y documenta varias de las actuaciones en vivo en Nueva York y California.